# Pancetta
La pancetta (detta anche ventresca di maiale) è un salume di suino. Viene preparata con la parte della pancia dell'animale.

## Preparazione

Utensile per appendere pancette

Le parti della pancia dei suini vengono squadrate e rifilate. La conservazione o meno della cotenna dipende dal tipo di preparazione prevista per la pancetta.
Le rifilature delle pancette sono utilizzate per la parte grassa dei salami (lardelli) o per ricavarne ciccioli.
Successivamente alla rifilatura, le pancette passano alla salagione. Vengono cosparse di sale (in alcune zone, oltre al sale, si aggiungono anche aromi e spezie - ad esempio frequentemente pepe nero, raramente altri aromi come chiodi di garofano e noce moscata) e sono poste a riposare per alcuni giorni.
L'insaccato che successivamente se ne ricava, varia da regione e regione e, in base alla destinazione finale, può essere:
- Arrotolata come un grosso salame (con o senza cotenna). Se si rimuove la cotenna, la pancetta si insacca in un grosso budello naturale o artificiale e viene legata; se all'interno si inserisce un blocco di coppa (detta anche "capocollo") si avrà la "pancetta coppata"
- Steccata, con cotenna (piegata e stretta tra due robuste assi tenute legate saldamente fra loro);
- Stesa con cotenna, affumicata o meno.

La pancetta tesa (steccata o stesa) è di forma parallelepipeda piatta somigliando al bacon.
Dopo i tre tipi di preparazione sopra riportati inizia la stagionatura vera e propria che può durare dai 50-60 giorni per la pancetta stesa e per le pezzature piccole, fino ai 90-120 giorni per le pezzature più grosse.

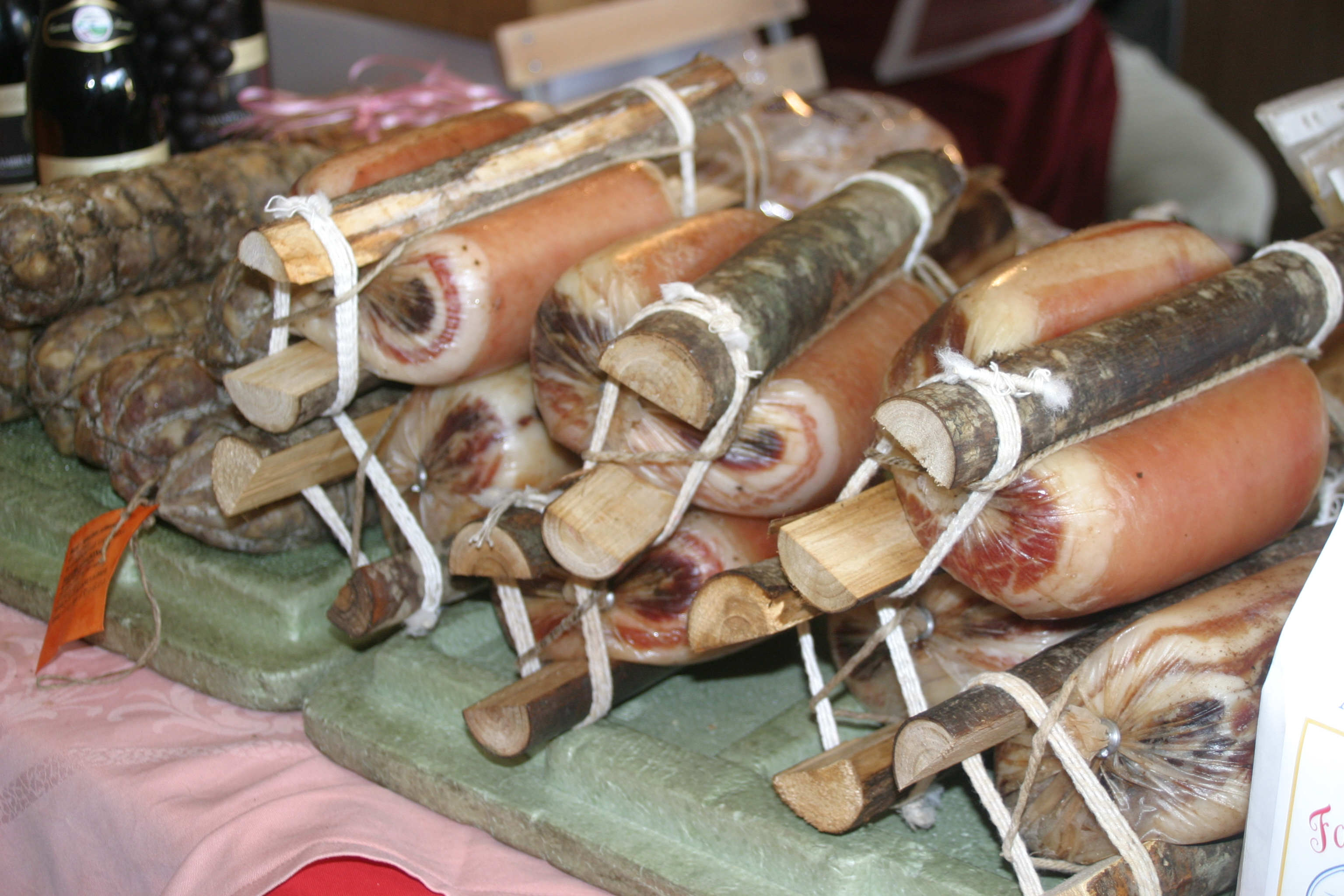
Pancette affumicate

La pancetta può essere affumicata, con cotenna, in apposite stufe e lasciata stesa; di norma non si richiede stagionatura.
L'aspetto esteriore finale del taglio di pancetta sarà di uno strato di grasso bianco con filettature rosa (più o meno scure) di carne magra. Il grasso della pancetta affumicata si presenta con un colore più scuro, tendente al giallo avorio; se la pancetta sarà stata aromatizzata con peperoncino, il bianco del grasso avrà riflessi rossicci.

## Prodotti a denominazione d'origine protetta e agroalimentari tradizionali italiani

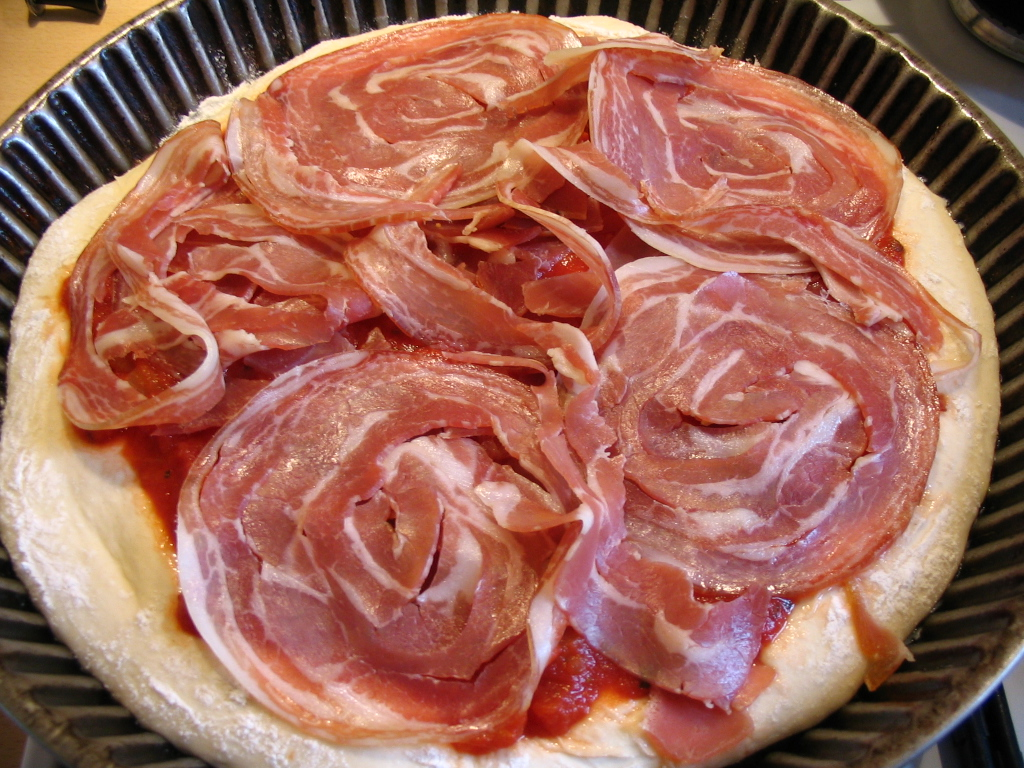
Un esempio dell'uso della pancetta coppata. In questo caso essa guarnisce una pizza. Successivamente sarà aggiunto il formaggio prima del passaggio in forno

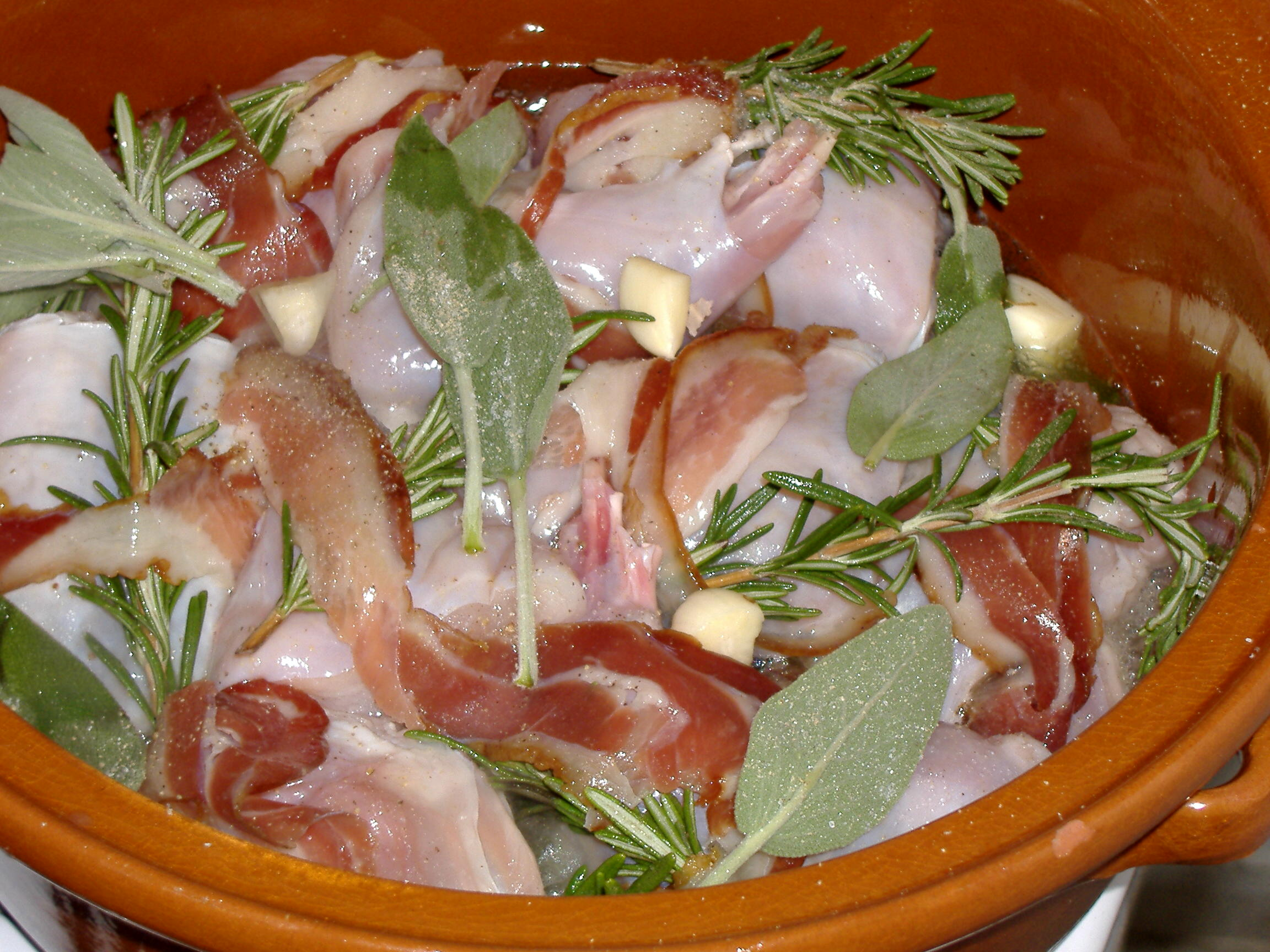
Fette di pancetta avvolgono pezzi di coniglio prima della cottura

Due prodotti possono vantare la denominazione DOP: 
- Pancetta Piacentina
- Pancetta di Calabria

La pancetta di maiale è tanto diffusa in Italia da essere inoltre inserita nell'elenco dei prodotti agroalimentari tradizionali di 12 Regioni: 
- Basilicata
- Calabria
- Campania: Pancetta arrotolata e pancetta tesa
- Emilia-Romagna: Pancetta canusina, pancetta piacentina
- Friuli e Venezia Giulia: pancetta arrotolata dolce e affumicata, pancetta arrotolata manicata, pancetta con lonza, pancetta stesa
- Liguria
- Lombardia: pancetta con filetto, con pisteum, alla bergamasca, pavese
- Marche: pancetta arrotolata
- Piemonte
- Toscana: pancetta apuana, pancetta e rigatino, pancetta stesa vergazzata
- Trentino- Alto Adige, pancetta affumicata, panceta ligada all'ai della Val Rendena e pancetta nostrana all'aglio di Caderzone
- Umbria: ventresca di maiale
- Veneto: pancetta col tocco (filetto) del basso vicentino e pancetta con l'ossocollo del basso vicentino.

La pancetta steccata tipica di Guidizzolo ha acquisito lo stato di "De.C.O." (Denominazione comunale d'origine).

## Preparazioni simili
Il bacon, che ha un ampio utilizzo sia negli Stati Uniti e nel Regno Unito che nella cucina cinese e coreana, è una pancetta che subisce il processo di cottura a vapore e successivamente di affumicatura, sebbene il bacon possa essere ricavato anche dalla schiena o dal fianco del maiale e non solo dalla pancia.

Anche nel sud della Francia si prepara con lo stesso taglio di carne un salume molto simile detto ventrèche. In Corsica, invece, un salume simile è la panzetta.

## Valori nutrizionali
| Acqua g | Proteine g | Grassi g | Carboidrati g | Vitamina B1 mg | Vitamina B2 mg | Vitamina PP mg | Calcio mg | Fosforo mg | Ferro mg | Sodio mg | Potassio mg | Calorie num. | Colesterolo mg |
| ------- | ---------- | -------- | ------------- | -------------- | -------------- | -------------- | --------- | ---------- | -------- | -------- | ----------- | ------------ | -------------- |
| 19,30   | 8,4        | 69,3     | 1             | 0,36           | 0,11           | 1,8            | 13        | 108        | 1,2      | 830      | 281         | 661          | 215            |

## Economia
La pancetta di maiale e il relativo contratto future sono quotati al Chicago Mercantile Exchange (CME) dal 1961.
Dato che la pancetta è un prodotto della macellazione del maiale, tanto l'andamento della produzione di suini che le dimensioni della macellazione di suini ne influenzano il prezzo, anche perché la domanda è relativamente poco influenzata dalle variazioni di prezzo.